# دانیله فدریچی
دانیله فدریچی (انگلیسی: Daniele Federici؛ زادهٔ ۱۱ فوریهٔ ۱۹۸۸) بازیکن فوتبال اهل ایتالیا است.
از باشگاه‌هایی که در آن بازی کرده‌است می‌توان به باشگاه فوتبال اینتر میلان و باشگاه فوتبال فروزینونه اشاره کرد.